# Жайворонок танзанійський
Жайворонок танзанійський (Chersomanes beesleyi) — вид горобцеподібних птахів родини жайворонкових (Alaudidae). Ендемік Танзанії. Раніше вважався підвидом білощокого жайворонка, однак був визнаний окремим видом.

## Поширення і екологія
Танзанійські жайворонки мешкають на північному заході Танзанії, на північ від гори Меру. Вони живуть на порослих травою рівнинах, з невеликою кількістю чагарників і відсутністю дерев, а також на пасовищах і в напівпустелях. Живляться насінням і комахами.